# Kristofer Teodor Bolle
Kristofer Teodor Bolle, en litterär figur som är huvudperson i Harry Martinsons roman Vägen till Klockrike från 1948 och även i den postumt utgivna Bollesagor från 1983. Bolle vandrar på vägarna som  arbetslös luffare i 1930-talets Sverige.